# Irena Górska (technolog żywności)
Irena Górska – polska specjalistka w zakresie technologii mięsa i przetworów mięsnych, dr hab. prof. nauk rolniczych.

## Życiorys
W 1954 ukończyła studia na Uniwersytecie Wrocławskim. Obroniła pracę doktorską, następnie uzyskała stopień doktora habilitowanego. W 1991 nadano jej tytuł profesora w zakresie nauk rolniczych. Pracowała w Katedrze Technologii Surowców Zwierzęcych na Wydziale Nauk o Żywności Akademii Rolniczej we Wrocławiu.